# Pontsko Kraljevstvo
Pontsko Kraljevstvo je bila helenistička država, koja se nalazila na južnim obalama Crnog mora kojom je vladala dinastija perzijskog podrijetla. Utemeljio ju je Mitridat I. 291. pr. Kr. Postojala je sve dok ju nije osvojila Rimska Republika 63. pr. Kr. Kraljevstvo se je proširilo do najvećeg opsega za vrijeme Mitridata VI. Velikog, koji je osvojio Kolhidu, Kapadociju, Bitiniju, grčke kolonije Hersonesa te jedno kratko vrijeme rimsku provinciju Aziju. Nakon duge borbe, Pontsko je Kraljevstvo izgubilo Mitridatske ratove koje je vodilo protiv Rima. Dio njegovih zemalja Rimska je Republika pripojila sebi kao provinciju Bitiniju i Pont, dok je istočni dio države opstao kao klijentsko kraljevstvo.